# Klášterní rybník
Klášterní rybník leží na Mokřanském potoce ve Velkých Popovicích v okrese Praha-východ. Je přibližně čtvercového charakteru. Voda do něj přitéká Mokřanským potokem ze severozápadu a odtéká stavidlem přepadem na jihovýchod. Na severu je ohraničen ulicí Ringhofferova, na jihu ulicí V Parku. Po těchto ulicích prochází cyklotrasa č. 0029, modrá a žlutá turistická značka a naučná stezska nazvaná Krajinou barona Ringhoffera. Na hrázi se nachází památná dubová alej a na severovýchodě parkoviště.

## Galerie

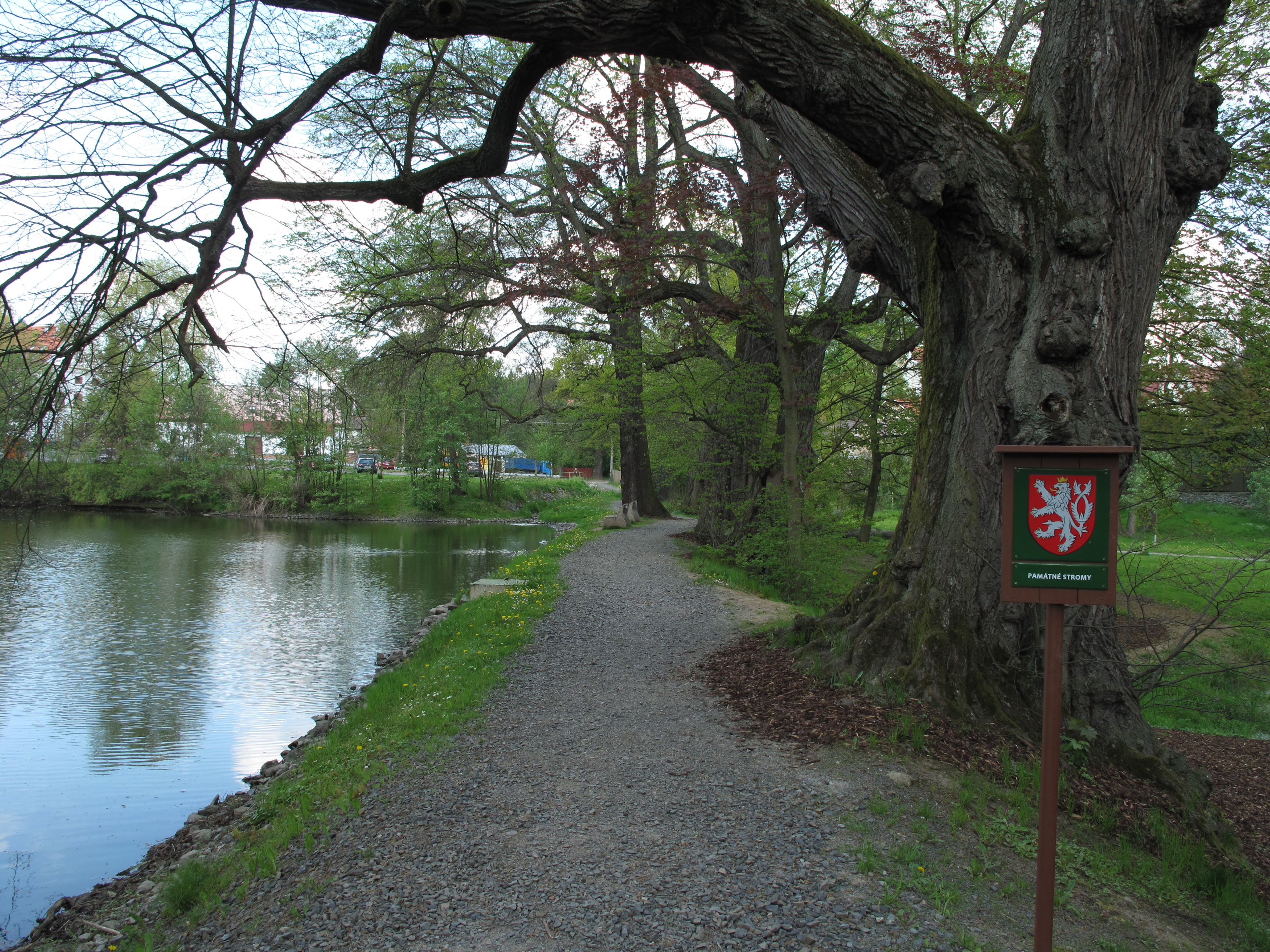
Památná alej dubů na hrázi
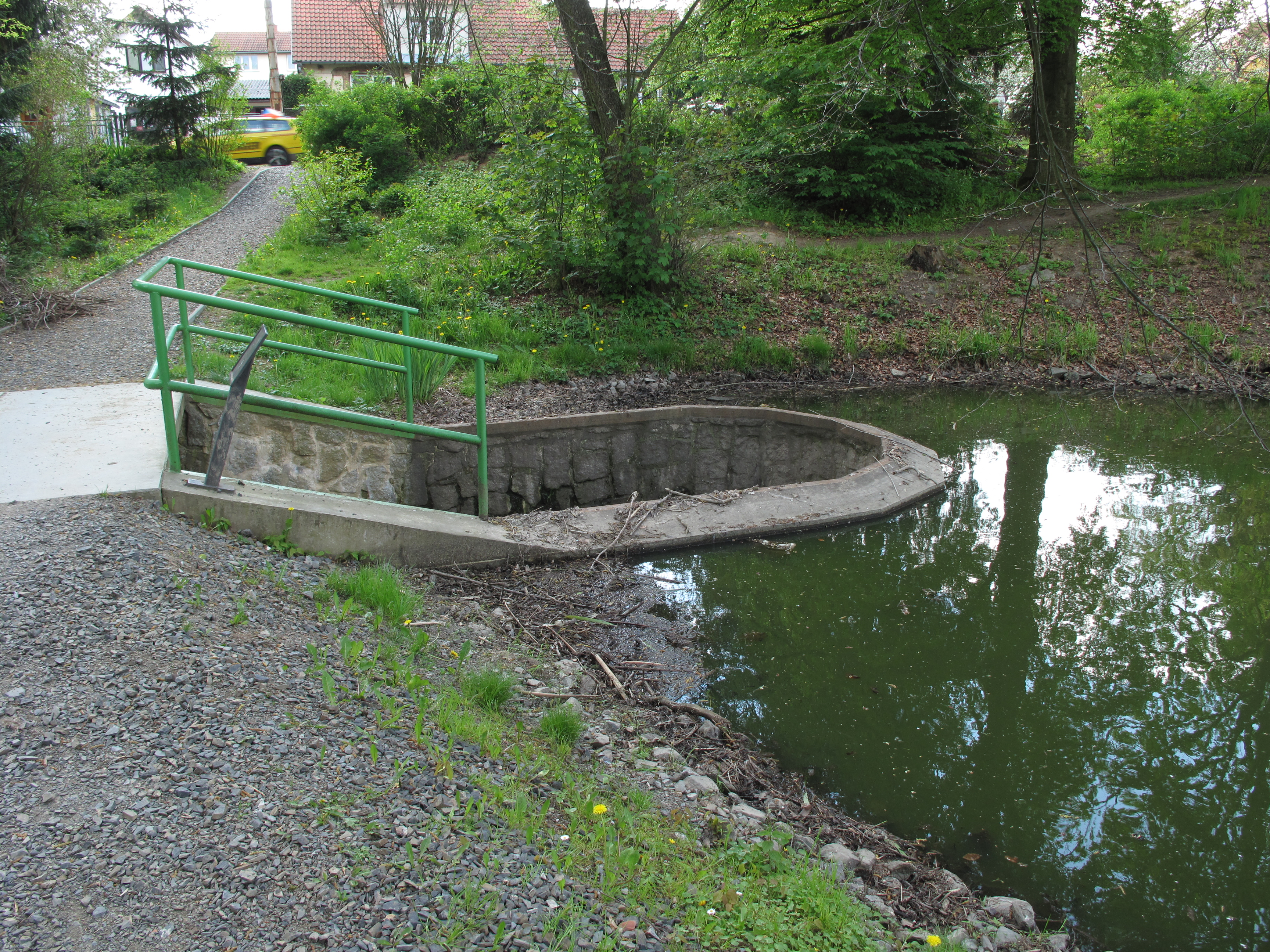
Přepad
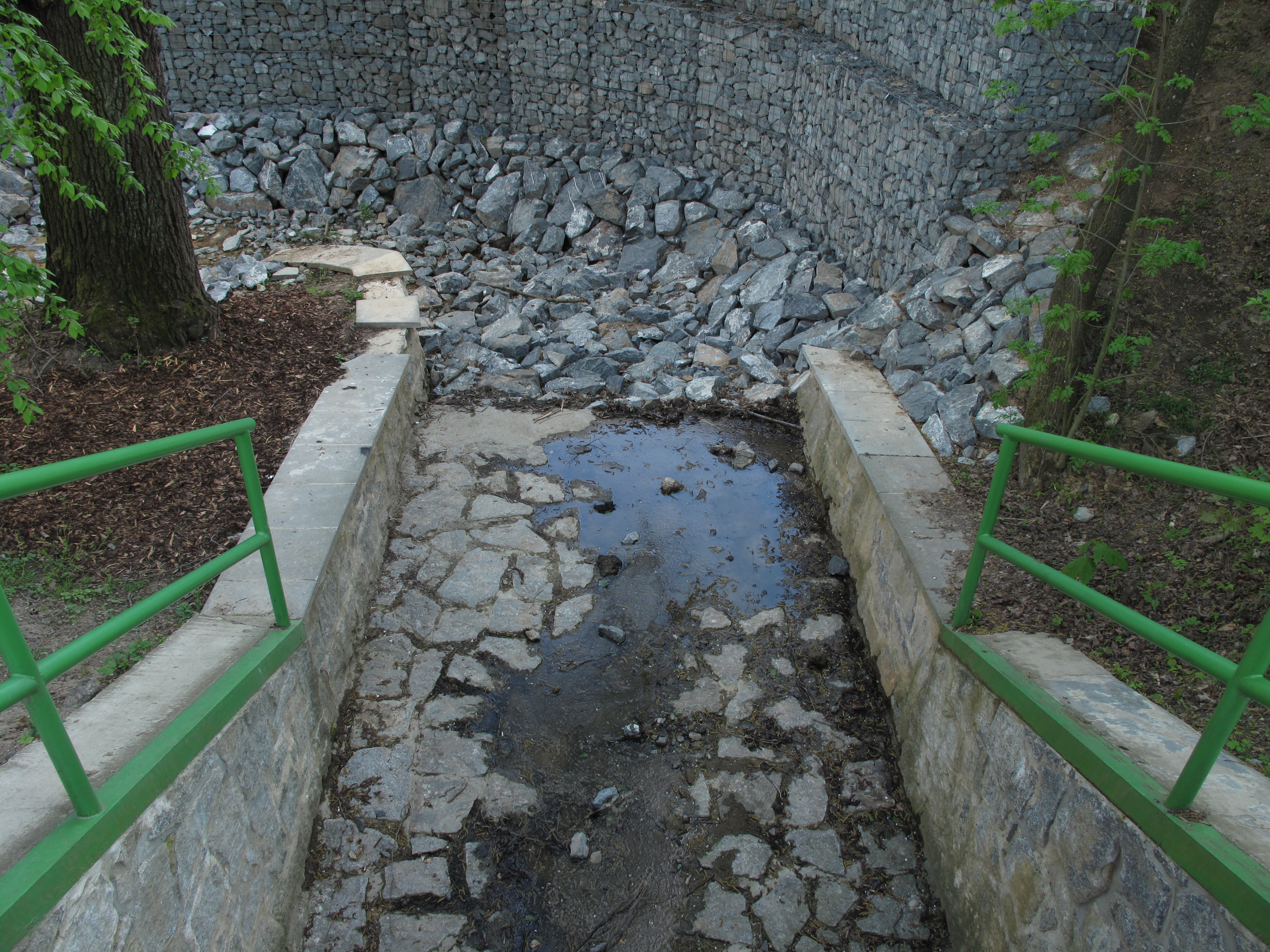
Druhá část přepadu